# CD Lagun Onak
CD Lagun Onak is een Spaanse voetbalclub uit Azpeitia die uitkomt in de Tercera División. De club werd in 1944 opgericht.

## Bekende (ex-)spelers
- Mikel Aranburu